# Membrilopus kensleyi
Membrilopus kensleyi is een vlokreeftensoort uit de familie van de Calliopiidae. De wetenschappelijke naam van de soort is voor het eerst geldig gepubliceerd in 2005 door Lowry & Springthorpe.